# Jumbo Hostel
Jumbo Hostel er et vandrerhjem i Stockholm-Arlanda Lufthavn. Vandrerhjemmet er indrettet i en ombygget Boeing 747-212B flyvemaskine, der står parkeret udenfor lufthavnens terminaler. Vandrerhjemmet har 29 værelser med i alt 76 sengepladser. Rummene er på seks kvadratmeter med en taghøjde på tre meter. Flyvemaskinens cockpit er ombygget til bryllupssuite med dobbeltseng og wc.

## Historie
Flyvemaskinen byggedes i 1976 på bestilling af Singapore Airlines, men har også fløjet for Pan Am og det svenske Transjet, der ejede flyet til 2002, da det blev taget ud af trafik. I 2008 påbegyndtes ombygningen af flyvemaskinen. Det gamle interiør blev taget ud, og hele flyet ombyggedes for at opfylde kravene om isolering og klimatilpasning.
Den 27. august 2008 bugseredes flyet til sin nuværende position ved indkørslen til Arlanda. Der står flyet på et betonfundament, ocg landningsstellet er anbragt i to stålvugger.